# Ботсванський гітарний стиль
Ботсва́нський стиль гри на гітарі — особливий стиль максимально спрощеної типової центральноафриканської або південноафриканської румби, що виконується переважно на акустичній гітарі. Канонічний ботсванський стиль передбачає використання чотирьох струн на гітарі у відкритому ре-мажорному строї (D-x-x-F#-A-D) (тобто одна басова струна і три тонкі) з нетиповою постановкою лівої руки пальцями не знизу вгору, а згори донизу, і нетиповими, перкусивними способами звуковидобування з гітари; хоча деякі музиканти, що грають в цьому стилі застосовують також й інші підходи, зокрема стандартну постановку лівої руки, або іншу кількість струн. Гітаристи, що працюють у цьому стилі виконують як суто інструментальні композиції, так і пісні. Абсолютна більшість пісень у цьому стилі виконується мовою тсвана, музиканти виступають як сольно, так і в групах з двох або декількох учасників. Зрідка деякі музиканти використовують елементи традиційного для деяких народів світу горлового співу.
Цей стиль поширений виключно в Ботсвані, а точніше в деяких передмістях столиці та окремих великих селах (фактично містах, які в Ботсвані мають статус сіл через переважно одноповерхову забудову) в різних частинах країни. Його справжнє походження та роки виникнення невідомі (щонайпізніше, це третя третина XX сторіччя, оскільки сучасні музиканти, що грають в цьому стилі, повідомляють, що навчилися такій грі у своїх батьків, також існує запис загиблого напочатку 2000-х внаслідок ДТП музиканта Sam-а Raditshebe, старішого за всіх відомих нині гітаристів, що грають у цьому стилі). Схоже, що до сих пір ніхто не досліджував цей стиль професійно. Він дуже погано задокументований, окрім основного каналу на YouTube з цією музикою та одного офіційного альбому, в мережі поширені лише поодинокі випадкові відео цього напрямку.

## Історія
Ботсванська гітарна музика набула певної популярності та широкої відомості в вузьких колах у 2010-х роках завдяки діяльності громадянина Нідерландів Йоганна Воллебрегта (Johannes Vollebregt), який переїхав у Ботсвану на постійне проживання у 2000-х роках і звернув увагу на цей унікальний гітарний стиль, який раніше ніде в Африці не спостерігав. За його словами, він почав записувати відео з ботсванськими вуличними гітаристами (даючи їм деякі гроші за ці записи), тому що «зрозумів, що хтось має це зробити».
Воллебрегт завантажував відео з ботсванськими музикантами з 2008—2009 року в YouTube на каналі з назвою Bokete7. В результаті через декілька років одне з його музичних відео набуло вірусного поширення в мережі Інтернет.  Це була композиція «Happy New Year» у виконанні Рональда  Ронні» Моїполаї (1979—2018). Вона набула поширення  в різних ресурсах, зокрема під назвою «african woman play on guitar» через те, що деякі глядачі не могли правильно визначити стать гітариста, знятого в невдалому ракурсі з пов'язкою на голові (банданою). Через це власник каналу в описі відео додав фразу «Ronnie the MAN do it». Внаслідок значного вірусного поширення цього відео (лише оригінал набрав 4 млн переглядів, а точну кількість переглядів величезної кількості повторно завантажених відео під іншою назвою на YouTube та інших ресурсах встановити не можливо) з'явилися люди, які зацікавилися й іншими виконавцями цієї музики. Це, зрештою, підштовхнуло продюсера Аглоу до ідеї записати альбом з деякими ботсванськими виконавцями під назвою  «I'm here not for hunt rabbit», який вийшов на лейблі Piranha Records.

## Популярність
Поступово внаслідок популяризації цього жанру серед любителів африканської музики стали популярними і деякі його виконавці. Станом на квітень 2023 року загальна кількість переглядів на основному каналі з ботсванською гітарною музикою сягнула більш ніж 17 млн). Окрім покійного Рональда Моїполаї певної популярності досягли гітарист із дуже хриплим голосом (баритон) Соллі Себотсо та харизматичний, дуже талановитий і самобутній музикант Молефе Лекгефо (більш відомий під псевдонімом Western). Ці музиканти гастролювали у 2010-х роках по іншим країнам Африки. Незадовго до смерті Ронні Моїполаї записав кліп з британською співачкою Joss Stone; Соллі Себотсо став популярним в першу чергу в самій Ботсвані, записавши декілька пісень (кліпів) з іншими ботсванськими та закордонними музикантами, з електричним звучанням. Він став постійним учасником культурних заходів та фестивалів в Ботсвані. Таким чином можна сказати, що популяризація ботсванського гітарного стилю в світі значною мірою сприяла популяризації  цього стилю в самій Ботсвані. Зрозуміло, що для деяких людей в світі цей стиль музики став єдиним відомим для них культурним надбанням родом із цієї невеликої за населенням країни. Тому деяких народних музикантів, що грають в цьому стилі, стали запрошувати на офіційні урочисті заходи в самій Ботсвані, чого, ймовірно, раніше не було. Тим не менш, загалом цікавість до цього стилю і його виконавців не виправдала очікувань Йохана Воллебрегта та його протеже. Жоден артист цього напрямку не збагатів після відкриття світом цього феномену, і сама популярність все ж таки залишилася здебільшого локальною. Напочатку 2020-х йшли перемовини щодо зйомки документального фільму про цей жанр кенійськими журналістами, але такий репортаж, ймовірно, так і не був знятий через нестачу зацікавленості та гарної комунікації між обома сторонами.

## Значення
Незважаючи на таку серйозну проблему як очевидна одноманітність та надмірна спрощеність музичних та гармонічних ходів, які спочатку ускладнюють сприйняття цього жанру для людей що ознайомлюються з ним вперше, ботсванський гітарний стиль і ботсванські пісні, виконані в цьому стилі, є очевидно унікальним на сьогодні прикладом справжньої живої нереконструйованої «заради показної автентичності», а цілком справжньої автентичної побутової народної музики. Це робить його надзвичайно важливим для етнологічних досліджень, оскільки по всьому світу автентична народна музика сьогодні відходить в небуття. Отже, ботсванський стиль гри на гітарі це досить яскравий та унікальний приклад  феномена живої «народної» культури, що дивом зберігся, ще більш цінної тим, що її автори при цьому не безликі невідомі, як це зазвичай можна сказати про «народну культуру» минулих сторічч, а мають конкретних авторів, з власними особливостями виконання, які можна порівнювати між собою, оцінювати окремо в рамках цього жанру і загалом тощо. Тексти пісень в цьому стилі торкаються побутових проблем сучасної Ботсвани, сповнені гумору та деталей сучасного життя, перемішаного з очевидно архаїчним фольклором.